# Олейте (Канзас)

Справа — округ Джонсон на карте штата Канзас, слева — город Олейте на карте округа Джонсон.

Оле́йте (англ. Olathe) — город, административный центр округа Джонсон, штат Канзас, США. Четвёртый по количеству жителей город штата и конурбации, 193-й по этому показателю в стране (по оценкам 2013 года).

## География, транспорт
Олейте расположен в северо-восточной части штата. С северо-востока граничит с городом Ленекса, с юго-запада — с городом Гарднер, с северо-запада — с городом Де-Сото. Площадь Олейте составляет 156,49 км², из которых 1,97 км² (1,26 %) занимают открытые водные пространства: два крупнейших городских водохранилища, сооружённых в 1930-х годах, — это Олейте (0,7 км²) и Седар (0,18 км²). Крупнейшая зелёная зона города — парк Блэк-Боб (0,32 км², открыт в 1981 году), названный в честь Чёрного Боба — индейского вождя из племени шауни.
Через город проходят крупные автомагистрали I-35, US 50, US 56 и US 169 и менее крупные автодороги K-7 и K-10.

Воздушное сообщение города обеспечивают аэропорты англ. Johnson County Executive Airport, расположенный в юго-восточной части Олейте, и англ. New Century AirCenter, расположенный чуть юго-западнее города. Можно отметить, что Johnson County Executive Airport занимает второе место по загруженности в штате.
 Автобусное сообщение города обеспечивает компания англ. Johnson County Transit.

## Климат
Олейте характеризуется влажным континентальным климатом с прохладной зимой и жарким летом. В среднем 36 дней в году температура воздуха в городе превышает 32°С и 3 дня в году — 38°С, 102 дня в году температура опускается ниже 0°С, но крайне редко ниже -12°С. В среднем в городе 96,4 дней в году идёт дождь и 10 дней — снег. Максимальная температура воздуха в городе была зафиксирована в июле 1954 года и составила 45,6°С, минимальная — в декабре 1989 года и составила -30°С.
В среднем за год на город выпадет 914 мм дождя, самый дождливый месяц — май со 126 мм, самый сухой — февраль с 29 мм. Больше всего дождливых дней — в мае (в среднем 11,4), меньше всего — в феврале (5,7). Самым дождливым месяцем за всю историю метеонаблюдений стал июль 1993 года, когда за месяц на Олейте выпало 396 мм дождя (43,3 % годовой нормы).
В среднем за год на город выпадает 48,8 см снега, самый снежный месяц — январь с 14 см (снег в среднем идёт 3 дня в месяц), с мая по сентябрь включительно снега ни разу зафиксировано не было (в апреле и октябре он бывает очень редко: среднегодовые показатели составляют 1 и 0,3 см соответственно, то есть в апреле снег бывает один раз в пять лет, а в октябре — раз в десять лет). Самым снежным месяцем за всю историю метеонаблюдений стал январь 1962 года, когда за месяц на Олейте выпал 61 см снега (125 % годовой нормы).

Комментарий. Средние значения указаны за период наблюдения с 1971 по 2000 год, экстремальные — с 1939 по 2001 год. Метеостанция расположена в 5 километрах к востоку от города на высоте 322 метра над уровнем моря.

## История

### XIX век
Олейте был основан неким доктором Джоном Т. Бартоном весной 1857 года за 11 лет до появления Канзаса как штата. Он осуществил поездку в центр округа Джонсон и приглядел там прекрасное место, сплошь покрытое дикими цветами, в основном, вербеной. Бартон решил назвать свой город «Прекрасный» и спросил у переводчика с языка индейцев шони, издавна обитавших здесь, как это слово звучит на их языке и получил ответ — олейте. В том же году Олейте получил статус «город» (city), однако в связи с нестабильной политической ситуацией, в следующем году он был инкорпорирован ещё раз. В 1865 году Олейте был инкорпорирован третий раз со статусом «город третьего класса», в 1870 году поднялся до «второго класса», в 1970 году — до «первого класса». Хотя Олейте не стал первым городом, появившимся в округе, он очень быстро стал крупнейшим здесь и уже в октябре 1859 года получил статус окружного центра. Первые годы существования, до 1861 года, город несколько раз становился эпицентром жестоких событий «Истекающего кровью Канзаса», пока не стал «свободным штатом». Тем не менее, в 1862—1864 годах Олейте ещё несколько раз подвергался нападения конфедератов, в частности, его разоряли отряды Уильяма Куантрилла и Стерлинга Прайса.
После окончания Гражданской войны основным занятием горожан стало обслуживание путешествующих, так как Олейте удачно расположился на Орегонском и Калифорнийском путях и Тропе Санта-Фе: за неделю через город проходили до 600 фургонов. Однако уже к 1870 году город достигла Трансконтинентальная железная дорога, что фактически обрушило экономику городка, и тот на почти на век стал глухим провинциальным поселением. К 1868 году в Олейте было 50—60 зданий, к 1873 году город обслуживали уже три железнодорожные ветки. В 1874 году открылась первая библиотека, и город начал фиксировать свою историю. В 1881 году в городе было построено железнодорожное депо.

### XX—XXI век
В 1907 году Олейте и Канзас-Сити связал трамвайный путь (закончил свою работу в 1940 году), а в начале 1960-х годов — прямое скоростное шоссе I-35, которое немедленно вызвало резкое увеличение населения города.
В 1920 году была образована торговая палата города. В 1959 году компания Harris Newspapers приобрела газеты The Olathe Mirror и The Johnson County Democrat, объединив их в англ. The Olathe News, существующую и поныне. В 1970 году в городе открылся первый McDonald’s, в 1982 году — первый Wal-Mart Stores.
По данным 2000 года, Олейте входил в 25 самых быстрорастущих городов страны. В 2004 году журнал «Деньги» поместил Олейте на 3-ю строчку в своём списке «самых „жарких“ городков центральных США»; в 2006 году — на 13-ю в своём списке «Лучшие маленькие города». В 2008 году CNN/«Деньги» поместили Олейте на 11-ю строчку в своём списке «100 лучших городов для жизни в США».

## Образование
В 1866 году в Олейте открылась школа для глухих — она стала первым заведением подобного рода в штате (к 1913 году в ней обучались 250 детей) и поныне остаётся одной из крупнейших таких школ. Два года спустя открылась первая публичная школа города. В 1966 году открылся колледж-университет MidAmerica Nazarene. Также в городе функционируют четыре старшие школы: «Северная» (с 1958 года), «Южная» (с 1981 года), «Восточная» (с 1992 года) и «Северо-западная» (с 2003 года); в 2017 году планируется открытие пятой старшей школы — «Западной».

## Демография
На всём протяжении существования города его население, как правило, росло заметными темпами, за исключением 1900-х и 1910-х годов, когда за два десятилетия количество жителей Олейте уменьшилось более чем на 5 %. Самый крупный рост был отмечен в 1970-х годах: за десятилетие количество жителей увеличилось более чем вдвое. В 2001 году была преодолена отметка в 100 тысяч жителей, то есть за 40 лет, с начала 1960-х до начала 2000-х годов, количество жителей Олейте увеличилось примерно в десять раз.
2010 год
По переписи 2010 года в Олейте проживали 125 872 человека (49,5 % мужского пола и 50,5 % женского), было 44 507 домохозяйств, 33 274 семьи. Расовый состав: белые — 83,1 %, негры и афроамериканцы — 5,3 %, коренные американцы — 0,4 %, азиаты — 4,1 %, уроженцы тихоокеанских островов — 0,1 %, прочие расы — 4,1 %, смешанные расы — 3 %, латиноамериканцы (любой расы) — 10,2 %.
В 44,1 % домохозяйств проживали дети младше 18 лет; 60,9 % домохозяйств представляли собой супружеские пары, живущие совместно, 9,6 % — женщин — глав семьи без мужа, 4,3 % — мужчин — глав семьи без жены и 25,2 % домохозяйств не являлись семьями. Средний размер домохозяйства составлял 2,8 человека, семьи — 3,24 человека.
Средний возраст горожанина составлял 32,9 лет; 30 % жителей были младше 18 лет, 7,5 % были в возрасте от 18 до 24 лет, 32,1 % — от 25 до 44 лет, 23,1 % — от 45 до 64 лет и 7,2 % были старше 65 лет.
2012 год
По оценкам 2012 года средний доход домохозяйства города составлял 76 836 долларов в год, при среднем показателе по штату 50 241 доллар; доход на душу населения был 30 649 долларов в год.
2013 год
По оценкам 2013 года в Олейте проживали 131 885 человек (50 % мужского пола и 50 % женского). Средний возраст горожанина составил 33,3 года, при среднем показателе по штату 36 лет.
О происхождении своих предков жители Олейте сообщили следующее: немцы — 23,9 %, ирландцы — 10,8 %, англичане — 9,6 %, французы — 2,5 %, шведы — 2,1 %. 9,7 % горожан были рождены вне США, при среднем показателе по штату 6,5 %.
Опрос жителей старше 15 лет показал, что 24,9 % из них не состоят в браке и никогда в нём не были, 59,1 % состоят в браке и живут совместно, 1,1 % состоят в браке, но живут раздельно, 2,8 % вдовствуют и 12 % находятся в разводе.
2014 год
По данным на июнь 2014 года безработица в городе составила 4,5 %, при среднем показателе по штату 5,1 %.

## Достопримечательности
- Дом Махаффи[англ.] — построен в 1857 году, включён в Национальный реестр исторических мест США в 1977 году.

Дом Махаффи[англ.]
Дом Мартина ван Бюрен Паркера
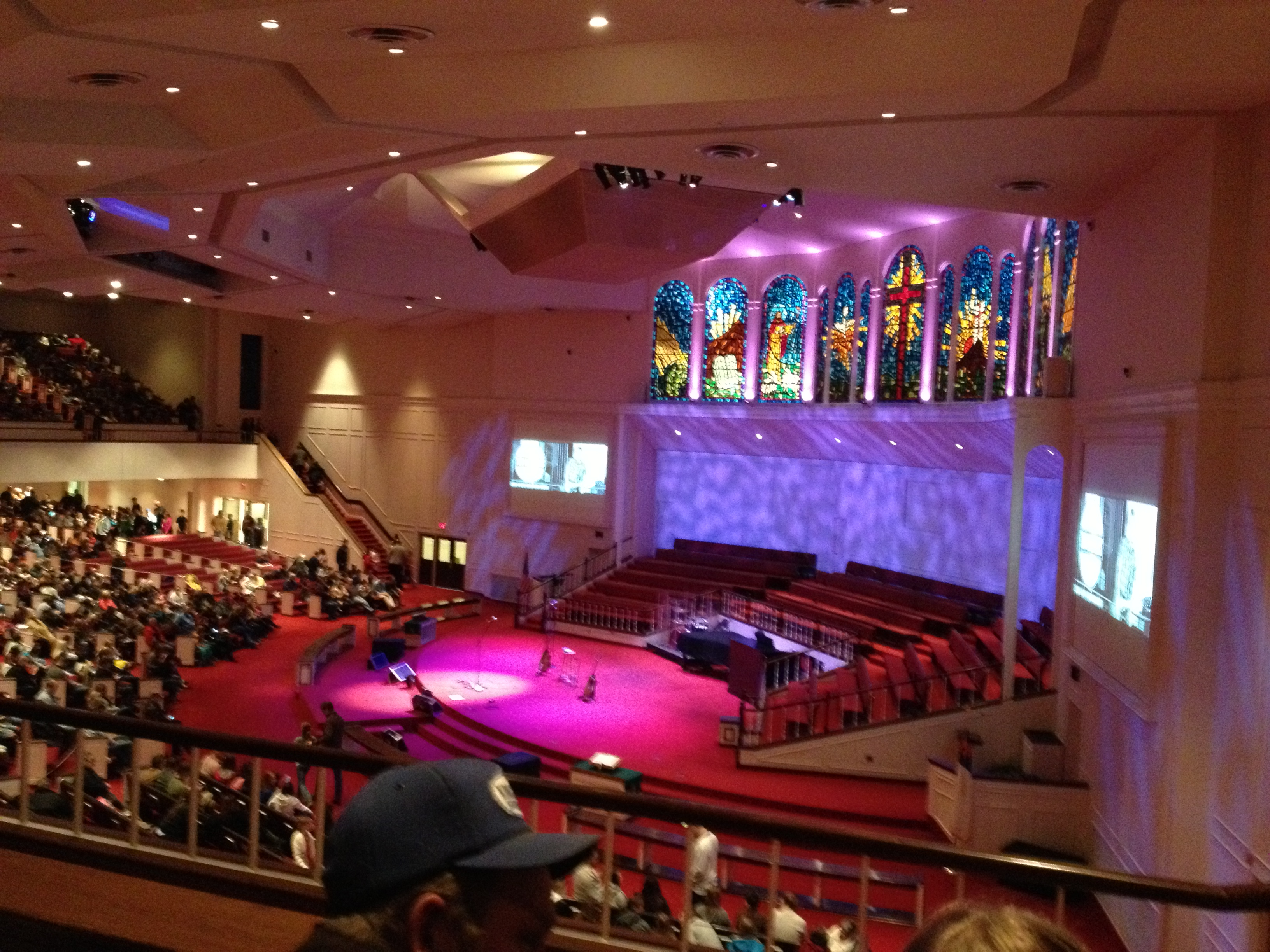
В церкви колледжа MidAmerica Nazarene
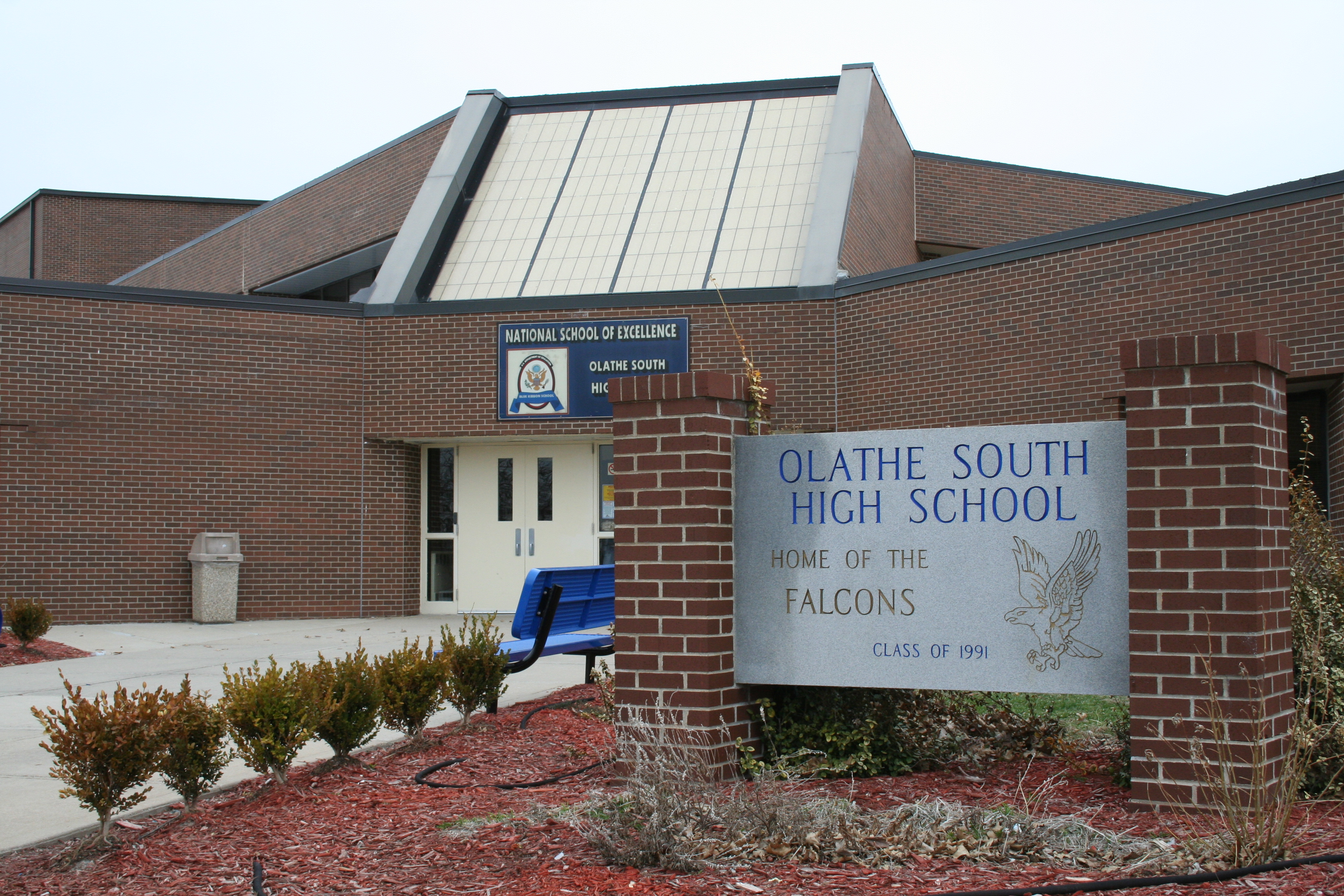
Старшая школа «Южная»

## Города-побратимы
- Кур  Швейцария — с 1974 года
- Маэбаси  Япония — с 1998 года[8]

## Прочие факты
- В Олейте расположена штаб-квартира крупной компании Garmin (с 1996 года)[8]. Также здесь находится отделение страховой компании Farmers Insurance Group[англ.], и это отделение является крупнейшим в США, даже в штаб-квартире, в Лос-Анджелесе, работает меньше сотрудников, чем здесь.
- Олейте относится к одноимённому школьному округу[англ.]: 35 начальных школ, 9 средних и 4 старших[17].
- В Олейте родился и умер Джон Андерсон-младший[англ.] (1917—2014) — 36-й губернатор Канзаса (1961—1965)[18].
- В Олейте прошла часть съёмок фильма «Хладнокровное убийство» (1967)[8].